# Strawberry Shortcake

Strawberry Shortcake (también llamada Frutillita y Rosita Fresita en Hispanoamérica, y Tarta de Fresa en España) es un personaje ficticio infantil: apareció por primera vez en una tarjeta de felicitación, y luego se adaptó como un dibujo animado. Fue creado en 1980, pero se publicó por primera vez el 18 de septiembre de 1981.
La muñeca consiste en una niña cuyo pelo es de color rojizo y ha sido perfumada para oler como fresas. Esto también incluye una línea de juguetes de los amigos y mascotas del personaje. 

## Historia
El diseño original de Strawberry Shortcake y de su mascota Custard fue hecha en 1973 por Muriel Fahrion durante el tiempo en que fue ilustradora de postales en el departamento de postales juveniles y de humor en American Greetings. Después de que la idea fuera presentada a Bernard Loomis de General Mills y se convirtiera en una entidad licenciadora, Fahrion diseñó los siguientes treinta y dos personajes para Cloudco Entertainment (la división juguetera y de licencias de American Greetings).
Cindy Moyer Patton y Janet Jones diseñaron otros personajes de la línea clásica de Strawberry Shortcake. Lyn Edwards fue la editora de la línea y junto con el grupo de creativos, desarrolló los perfiles de los personajes y la línea argumental y la filosofía. La primera muñeca fue una muñeca de trapo dirigida por Muriel Fahrion y creada por Susan Trentel, la hermana de Fahrion.
La línea de los inicios de los años 1980 consistía en una serie de muñecas con nombres y temáticas de postres frutales y pelo coloreado y con esencias a juego. Asimismo, cada muñeca venía con una mascota. 
Los personajes vivían y jugaban en un mundo mágico conocido como Strawberryland (Fresilandia).
En Fresilandia crecían las frutas más grandes y jugosas durante todo el año. Los niños de Fresilandia eran muy felices y se ayudaban unos a otros. De todas formas, había un villano, el Pastelero Púrpura, Pastelero Bigotón o el Señor Panadero (The Peculiar Purple Pieman of Porcupine Peak), que piensa que la mejor manera de obtener fresas es robárselas a Strawberry Shortcake. Y una villana Vinagreta o Uva Agria (Sour Grapes) que odia todo lo que sea bueno y gozoso.
El frenesí por Strawberry Shortcake en los años 1980 llevó a la producción de miles de productos, incluyendo muñecas, videojuegos, álbumes de cromos, ropa, etc. Varios vídeos fueron hechos protagonizados por Strawberry Shortcake y sus amigos al igual que un programa de televisión en Argentina y en Chile donde los personajes eran personificados por actores.
El 30 de septiembre de 2006 se estrenó en Estados Unidos (en Omaha, Nebraska, posteriormente el 8 de octubre, en el Festival Cinematográfico Internacional para Niños, en Los Ángeles, California) el primer largometraje de Tarta de Fresa, titulado The Sweet Dreams Movie.
Esta película está realizada en 3D y producida por DIC Entertainment, 20th. Century Fox y distribuida por la empresa Kidtoon Films.
En el mercado de la Unión Europea, este largometraje salió directamente en DVD en la primavera de 2007.
En junio de 2008, Hasbro obtuvo la licencia de la franquicia y relanzó la serie. Para ello se renovó el diseño de los personajes y el mundo en el que se desenvuelven. El lanzamiento fue en el verano de 2009 con la película El cielo es el límite. A lo que le siguieron 26 capítulos para TV.
La serie se sitúa en Tutti Frutti, una pequeña villa en donde Tarta de Fresa/Fresita, Naranjita, Ciruelita, Frambuesita, Dulce de Limón y Morita, viven y comparten aventuras junto a los berrykins. También se redujo el tamaño de los personajes a tal modo que pueden montar aves y balancearse sobre margaritas.
En abril de 2024, se confirmó una película live-action de la franquicia, con Greta Gerwig como directora y Park Go-Won de Loossemble como actríz protagónica.

## Personajes

### Años 1980
- Fresita/Tarta de Fresa con el gato Cremita/Flanesito (Strawberry and Custard)
- Tony Mermelada/Juanito Frutín y su perro Pastelito (Huckleberry Pie and Pupcake)
- Compotita/Lupita Manzanita y Tita Tortuguita (Apple Dumpling and Tea time turtle )
- Tarta de Arándanos/Anita Morita y su ratón Quesito(Blueberry Muffin and Cheesecake mouse)
- Mili Limón/Lucy Limoncito y rana Heladito/(Lemon Meringue and Frape)
- Lily Frambuesa/Martita Frambuesita y su chango Maní (Raspberry Tart and Rhubarb monkey)
- Sorbete de Lima/Andrea Limita con su loro Paletita (Lime Chiffon and Parfait Parrot)
- Dulce Angelito /Angelita Pastelito y su mofeta Tartaleta Delicia/Vainillita (Angel Cake and Soufflé Skunk)
- Flori Naranja/Adelita Naranjita y su mariposa Mermelada (Orange Blossom and Marmalade the butterfly)
- Sorbete de Albaricoque/Susy Chabacanito con su conejo Azuquitar (Apricot and Hopsalot the bunny)
- Burbuja de menta/Mary Mentita y su pato Caramelo(Mint Tulip and Marshmallow the duck)
- Crepe Suzette/Queta Crepas con su caniche Eclair/Bombón, amiga internacional de Francia (Crepes Suzette and Eclair Poodle)
- Carla Café/Carla Cafecito con su burrito Chocolate, amiga internacional de México (Café Olé and Burrito)
- Té de Almendra/Pepita Almendrita y su oso Dulce Panda, amiga internacional de China (Almond Tea and Marza panda)
- Lem y Ada/Lima y Limón y su perro Panquesito, gemelos internacionales de Picadilly Circus, Londres (Lem and Ada and Sugarwoofer dog)
- Carmelita Cerecita y su ganso Dulcecito ( Cherry Cudler and Gooseberry )
- Marcelita Galletita y su oso Gelatina ( Butter Cookie and Jelly bear )
- Ciruelita/Lety Ciruelita con su búho Morín (Plum Pudding and Elderberry Owl)
- Flor de Melocotón/Paty Duraznito y su oveja Campana Melodiosa (Peach Blush and Melonie Belle the lamb)
- Arturo Púrpura Agridulce/Pastelero Bigotón y su cuervo Malandrín, villano (The Peculiar Purple Pieman of Porcupine Peak with Captain Cackle the Berry bird)
- Uva Agria/Uva Agrita con su víbora amargosa, villana (Sour Grapes with snake Dregs)
- Bebé sin nombre (Baby Needs a Name)
- Dinosaurio pies grandes, mascotita de Bebé Sin Nombre (Figboot)
- Batido de Plátano/Banana Batida con su mono Plátano/Bananita (Banana Twirl and Bongo Banana Monkey)
- Fresi Princesa (Berry Princess)
- Té con miel/Sandy Miel (Tea N. Honey)
- Cereales con pasas/Laurita Pasita y su lombriz Agridulce (Raisin Cane and Durt) sobrina de Uva Agria.
- Locutor (Coco Nutworck), solo personaje, no se hizo muñeca.
- Topo Guacamole, solo personaje, no se hizo muñeca.
- Mariquita (Lucky Bug), solo personaje, no se hizo muñeca.
- Señor Sol, narrador (Mister Sun), solo personaje, no se hizo muñeca.

### 2002-2005
Respondiendo a la demanda de las nuevas generaciones, American Greetings y DiC Entertainment relanzaron a Strawberry Shortcake en el año 2002 con una nueva imagen para las niñas actuales. En 2005 sigue siendo un éxito y su grupo de amigos crece. Algunos personajes originales fueron relanzados con diferentes mascotas y relaciones.
- Fresita, con el Gato Cremita y el Perro Rody (Strawberry with Custard and Pupcake)

Reintroducido en " Conoce a Strawberry"; (2003)
- Strawberry Shortcake es la protagonista y el carácter del título de la licencia de Strawberry Shortcake . Ella es la princesa no oficial; de Fresilandia, y se ve a menudo usar un sombrero rosado con las fresas impresas en él. En esta versión, ella vive en una fresa grande. Comparte su casa de planta baja con su pequeña hermana, su gato Flancita, y su perro Muffin. Muchos de los días del Strawberry Shortcake están pasados en los placeres simples de tender las situaciones de Fresilandia. La fresa también tiene gusto de pasar tiempo con sus amigos, así que ella visita con frecuencia tierras próximas. Strawberry Shortcake es siempre alegre y está lista para ayudar a sus amigos en cualquier momento.
- Compotita y su Pato, se convierte en hermana de Tarta de Fresa en la nueva línea (Apple Dumpling with Apple Ducklin')

Manzanita estaba el primer de muchos personajes bebés en el mundo extenso de Strawberry Shortcake. Más pequeño y menos independiente que el Strawberryland más viejo embroma, Manzanita también ha demostrado ser más que capaz de tomar el cuidado de se cuando las autorizaciones de la situación. En la interpretación moderna de la licencia, la hermana bebé de Strawberry Shortcake, viviendo con ella en su casa en forma de fresa. También, en esta versión, su pelo es rubio. Además, ella tiene un vocabulario impresionante para su edad, pero no puede escribir.
- Galletita con la Ardilla Chocolatilla (Ginger Snap with Chocolate Chipmunk)

Introducido en "Conoce a Strawberry Shortcake"; (2003). 
Ginger es un personaje completamente nuevo para el 2000's. Ginger termina el núcleo de Strawberry Shortcake' círculo de nunca-extensión de sus amigos. Ginger es una inventora experta, y proveedor de cada clase conocida de galleta. Su fábrica masiva del pan de jengibre en esquinas de la galleta combina estos dos intereses cuidadosamente. 
- Dulce Angelito, con la Ovejita Vainilla Delicia (Angel Cake with Vanilla Icing)

Reintroducido en "Conoce a Strawberry Shortcake" 
Esta encarnación del personaje de la torta de ángel muy diferente de su encarnación original en los años 80. Ella incluso un cordero llamado Vanilla Icing. Dulce Angelito es rubia y posee un enorme talento para la decoración de tortas. Sin embargo también se conoce por ser una perfeccionista y puede llegar a tener algo de mal genio si las cosas no van a su manera. Su vecindad en Fresilandia se llama Cakewalk.
- Flori Naranja con la Mariposa Mermelada (Orange Blossom with Marmalade)

Introducido en "Conoce a Tarta de fresa"; (2003).
- En la actual encarnación, Flori Naranja maneja acres árboles de naranja, ella vive en una casa de árbol en uno de sus árboles. Ella es una de las amigas más cercanas de Tarta de Fresa.
- Tony Mermelada con la Rana Saltarín (Huckleberry Pie with Shoofly)

Reintroducido en "conoce a Tarta de Fresa"; (2003) 
Uno de los amigos de Tarta de Fresa, el único protagonista masculino de la serie. La inspiración obvia para su carácter era Mark Twain; de su obra literaria Huckleberry Finn de la creación de este personaje. En esta encarnación, Tony Mermelada sigue siendo el varón simbólico de la línea, aunque su carácter se haya puesto al día, y se haya distanciado de la alusión literaria. Actualmente, un Huck muy moderno vive en una fortaleza en un lugar llamado Huckleberry Briar. Su domicilio salvaje ofrece un parque de patíneta por completo con rampas y entradas del secretas, él es un amante del skate.
- Tarta de Arándanos con el Ratón Quesito (Blueberry Muffin with Cheesecake)

Reintroducido en "La bestia del arándano" (2005).
- Tarta de Arándanos ha sido amiga de Tarta de Fresa desde el mismo principio. Mientras que Torta de Arándano era ausente de las aventuras más tempranas de Tarta de fresa, ella primero reapareció en 2005' partido DVD de la playa de Seaberry. Ella recibió una reintroducción oficial en los misterios DVD del claro de luna más adelante. En la versión moderna, Torta de Arándano se ha reimaginado como una dramaturga amante de los libros, que vive en una cabaña con forma de muffin en valle del arándano. Su pelo también fue alterado a un color marrón no característico, pero ella reinstaló su pelo azul de la marca registrada en 2007, con reacciones mezcladas de fans.
- Sorbete de Colores con su Tucán (Rainbow Sherbet with Triple Ripple)
- Delicia Marina con su Tortuga Kiwi (Seaberry Delight with Kiwi Sea Turtle)
- Calipso de Coco con su Loro Papaya (Coco Calypso with Papaya Parrot)
- Burbuja de Menta con su Camaleón (Peppermint Fizz with Cola Chameleon)
- Látigo de Licor con su Cuervo, nuevo villano (Licorice Whip with Raven)

### 2006
- Lili Frambuesa Con Su Mapache Rhubart (Raspberry Torte and Rhurbarb Racoom)
- Dulce De Limón Con Su Mofeta Agrita(Lemon Meringue and Sourball Shunk)
- Crepe Suzette y su Caniche Eclair (Crepes Suzette and Eclair Poodle)
- Hoja de Té Y Su Osita Panda (Tea Blossom and Marza Panda)
- Flor De Nieve Y Su Pingüino Esquimal (Frosty Puff and Freezer Pop Penguin)
- Enzy (el vendedor de leche del vecindario)
- Mandarinita Con Su Mono (Tangerina Torta and Banana Bongo Monkey)
- El Panadero De Pasteles Con Su Cuervo (villano)(The Purple Pieman)
- Uvita Agria Con Su Víbora (Sour Grapes)

### 2007
- Álbara Con Su Conejito Saltarín(Apricot and Hopsalot bunny)
- Cerecita con su Ganso, se convierte en hermana de Crepe Suzette en la nueva línea (Cherry Cuddler and Gooseberry Goose)
- Caramelo de Plátano (Banana Candy)
- Ciruelita con su Búho (Plum Pudding and Elderberry Owl)
- Besos de Sandia (Watermelon Kiss)
- Annie Avena con su Caballo(Annie Oatmeal and your Pony)
- Caramelo de Maíz(Caramell Corn)
- Limita(Lime Light)

## Ponis
Como novedad en el año 2004 se introdujeron unos amigos ponis para jugar con las niñas de Fresilandia:
- Dulce Miel (Honey Pie Poney) amiga de Tarta de Fresa
- Chantillí (Milk Shake) amiga de Ani Vainilla
- Almendra (Cookie Dough) amiga de Galletita
- Pirulí (Orange Twist) amiga de Flori Naranja
- Mantequilla de Anacardo (Butter Pecan) amiga de Sorbete de Arco Iris
- Cereza Vainilla (Cherry Vanilla) amiga de Burbuja de Menta
- Pistacho (Pistachio) amigo de Delicia Marina
- Espuma (Spumoni) amiga de Coco Calypso
- Picado de Arándano (Huckleberry Hash) amigo de Toni Mermelada
- Helado de Arándano (Blueberry Sundae) amiga de Tarta de Mora
- Rizo de Frambuesa (Raspberry Riple) amiga de Tarta de Frambuesa
- Helado de Limón (Lemon Ice) amiga de Merengue de Limón

En la película de Strawberry Shortcake "Big Country Fun" introdujeron estos:
- Girasol (Sunflower) amigo de Sorbete De Albaricoque

- Narciso (Daffodil) otro amigo poni de Merengue De Limón

- Botón De Oro (Buttercup) otro amigo poni de Tarta De Mora

- Trueno(Thunder)  amigo de Pastel De Ciruela

## Vídeos originales de Strawberry Shortcake
En los años 1980 se emitieron por televisión una serie de dibujos animados de Fresita y sus amigos. Estos especiales, un total de seis, eran la antesala de las muñecas que las niñas encontrarían en las tiendas de juguetes. 
- 1980 El Mundo de Fresita (The World of Strawberry Shortcake)
- 1981 Frutillita en la Gran Manzana (Strawberry in Big Apple City)
- 1982 El Desfile de las Mascotas (Pets on Parade)
- 1983 La Casa de las Sorpresas (Housewarming Surprise)
- 1984 Tarta de Fresa y el Bebé sin nombre (Strawberry Shortcake and the Baby Without a Name)
- 1985 Tarta de Fresa conoce a los Berrykins (Strawberry Meets the Berrykins)

### DVD y vídeos
- Conoce a Tarta de Fresa (Meet Strawberry Shortcake)
- La Primavera De Tarta de Fresa (Spring for Strawberry Shortcake)
- La Navidad De Tarta de Fresa(Berry Merry Christmas)
- La Amistad Es Un Gran Tesoro (Get Well Adventure)

- Aventuras En La Isla Del Helado (Adventures On Ice Cream Island)
- Mejores Mascotas Aún (Best Pets Yet)
- Un Día de Sorpresitas (Play Day Surprise)
- Fiesta En La Playa (Seaberry Beach Party)

- Misterios A La Luz De La Luna (Moonlight Mysteries)
- Nuevas Amistades (Dress Up Days)

- Mundo De Amigos (World Of Friends)
- FresiCuentos De Hadas (Berry Fairy Tales)
- La Película De Los Dulces Sueños (The Sweet Dreams Movie)
- El Baile De Los Postres (Cooking Up Fun)

- Festival De Las FresiFlores (Berry Blossom Festival)
- Vamos A Bailar (Let´s Dance)

- Diversión En El Campo (Big Country Fun)
- Música Para Hacer Amigos (Rockaberry Roll)

- Una Enseñanza de Amor (Hapily Ever After)
- Un Planeta de Amigos (Berry Big Journeys)

- Un acuerdo de Amigos (Berrywood Here We Come)

### Biografía
- Breznican, Anthony (2016). Juventud salvaje. Kailas Editorial. ISBN 978-84-16523-63-4.
- Kaylan, Howard; Tamarkin, Jeff (2013). Shell Shocked: My Life with the Turtles, Flo and Eddie, and Frank Zappa, etc. (en inglés). Hal Leonard Corporation. ISBN 978-1-4803-4293-4.
- Decisions of the United States Courts Involving Copyright (en inglés). U.S. Government Printing Office. 1988. Consultado el 23 de enero de 2022.